# فلاديمير بيتز
كان فولوديمير أوليكسيوفيتش بيتز (26 أبريل 1834 - 12 أكتوبر 1894) عالم تشريح وعلم الأنسجة الأوكراني ، وأستاذًا بـجامعة سانت فلاديمير (كييف ، أوكرانيا حاليًا)، اشتهر باكتشاف الخلايا العصبية الهرمية العملاقة للـقشرة الحركية الأولية.
بدأ فولوديمير بيتز تعليمه في نيجين(مدرسة داخلية)(الإمبراطورية الروسية في ذلك الوقت). في وقت لاحق انتقل إلى صالة كييف الثانية للألعاب الرياضية وتخرج منها في عام 1853. وفي عام 1860 حصل على دبلوم طبيب من كلية الطب (الآن جامعة بوغوموليتس الطبية الوطنية) بجامعة سانت فلاديمير في كييف (الآن جامعة تاراس شيفتشينكو الوطنية في كييف) وعين مساعد المدعي في قسم التشريح. سافر إلى الخارج للدراسة في مايو 1861 وعاد في سبتمبر 1862 ، بعد أن درس وحضر محاضرات أساتذة بروك و بونسن و كوليكر و هيلمهولتز و كيرشوف. من 1864 إلى 1867 حاضر في علم التشريح وعلم الأنسجة في الجامعة، وترقى في عام 1868 إلى رتبة أستاذ استثنائي وفي عام 1870 أصبح أستاذًا في قسم التشريح.
مُنحت مستحضرات أنسجة المخ التي صنعها بيتز ميداليات مرتين - في معرض التصنيع لعموم روسيا في عام 1870 وفي معرض فيينا العالمي لعام 1873. في عام 1874، وصف فولوديمير أوليكسيوفيتش الخلايا العصبية الهرمية العملاقة في القشرة الحركية الأولية ، والتي سميت فيما بعد بـخلايا بيتز.

## أبرز أعماله
حول الدورة الدموية الكبدية (1863)
"طريقة جديدة لاستكشاف الجهاز العصبي المركزي البشري" (1870)
"حول تجميع تلافيف الدماغ البشري" (1871)
"مركزان في قشرة الدماغ البشري" (1875)
"تشريح سطح الدماغ البشري ، مع أطلس و 86 طاولة" (1883)
"الشخصيات التاريخية للجنوب الغربي الروسي" (1883 ، شارك في تأليفه البروفيسور ب. أ. أنتونوفيتش)